# (10487) Danpeterson
(10487) Danpeterson (1985 GP1) – planetoida z grupy pasa głównego asteroid okrążająca Słońce w ciągu 3,52 lat w średniej odległości 2,31 j.a. Odkryta 14 kwietnia 1985 roku.